# Інший світ (роман)
«Інший світ. Совєтські записки» (пол. Inny świat: zapiski sowieckie; англ. A World Apart: The Journal of a Gulag Survivor) — книга спогадів Ґустава Герлінґа-Ґрудзінського, написана в 1949—1950 роках та вперше надрукована у Лондоні у перекладі англійською Джозефа Марека (псевдонім Анджея Сілокоша) під заголовком «A World Apart: a Memoir of the Gulag» та через два роки польською під оригінальним заголовком «Inny świat: zapiski sowieckie» також у Лондоні у 1953 році.
Твір належить до жанру табірної прози, становить літературне опрацювання спогадів автора з його ув'язнення в ГУЛАГу в Єрцево під Архангельськом в 1940—1942 роках. Українською книжка Ґустава Герлінґа-Ґрудзінського була вперше видана під заголовком «Інший світ. Совєтські записки» у 2010 році видавництвом Книги XXI у перекладі Олеся Герасима.

## Літературний аналіз

### Час та місце дії в «Іншому світі»
Дія «Іншого світу» розпочинається наприкінці 1940 року, а закінчується в червні 1945. Згідно з реальними подіями автор пробув у таборі 2 роки, протягом яких головний герой твору Ґустав, відбуває свій строк у радянському таборі примусової праці. Епілог твору переносить дію у 1945 р. Сюжет охоплює також тридцяті роки ХХ століття, до яких часто повертається оповідач, розповідаючи про долі героїв.
Дія «Іншого світу» розпочинається в ув'язнені у Вітебську, де Ґустав перебуває, очікуючи на транспорт до табору, а потім в ув'язнені в Санкт-Петербурзі та у Вологді, звідки його перевозять до Єрцево біля Архангельськ. В розділі «Урал 1942» оповідач називає місцевості в яких він перебував, подорожуючи по Росії в пошуках польського війська: Буй, Свердловськ, Челябінськ, Луговоє. Він пригадує місцевість Пахлеві в Персії, куди його евакуювали з польською дивізією. Пізніше, в епілозі дія переноситься до Рима, в готелі на розі вулиць Трітоне і Корсо Умберто.

### Моральна проблематика твору
Радянський табір представлений у творі як система, що утримує в'язнів у нелюдських умовах. Всі принципи, завдяки яким люди співіснують в суспільстві на волі, в таборі абсолютно зникають і замінюються однією домінуючою цінністю — вижити будь-якою ціною, навіть ціною життя іншої людини. Ув'язнені, пристосовані до смерті, яка переслідує їх всюди, стали до неї байдужі. Життя в таборі підпорядковується роботі і прагненню заспокоїти голод. В'язні поділені на бригади, які працюють заради одного з трьох «котлів», якими вимірюється порція їжі для цілої бригади.
Позбавлені всіх моральних якостей в'язні або втрачали рештки людяності, або намагалися зберегти залишки моральних принципів. «Інший світ» показує внутрішню боротьбу за власне «я» людей, що перебувають у жахливих табірних умовах.

### Питання про жанр твору
До літератури факту твір наближає політична, соціологічна і психологічна проблематика. Автор описує події перед початком Другої світової війни і до року 1942. Критики стверджують, що «Іншому світу» бракує літературної вигадки — сюжет твору опирається на автентичних подіях, а герої — справжні люди.
Роман має форму мемуарів — оповідь ведеться від першої особи, а оповідач належить до світу представленого у творі, він є свідком або учасником події, а іноді переказує те, що почув від інших оповідачів. Твір характеризується об'єктивізмом, а емоції залишаються на другому плані. Події «Іншого світу» відбуваються у хронологічному порядку, описуючи події пережиті героєм і його спостереження.
Твір Ґустава Герлінґа-Ґрудзінського оцінюється дуже високо. Автор майстерно поєднав різні площини зображуваного світу — психологічну, політичну, соціологічну, метафізичну, філософську та етичну. Опираючись на тематику, проблематику і форму твору «Інший світ» відносять до літератури факту.

## Першодруки
- Herling-Grudziński, Gustaw (1951). A world apart. Translated by Joseph Marek. London: Heinemann. с. 262 стор. {{cite book}}: Недійсний |nopp=n (довідка) (переклад англійською виданий у Лондоні)
- Herling-Grudziński, Gustaw (1951). A world apart (PDF). Translated by Joseph Marek. New York: Roy Publishers. с. 262 стор. {{cite book}}: Недійсний |nopp=n (довідка) (переклад англійською виданий у Новому Йорку)
- Herling-Grudziński, Gustaw (1953). Inny świat. Zapiski sowieckie. Przedmowę napisał Bertrand Russell. London: Gryf Publications. с. 234 стор. {{cite book}}: Недійсний |nopp=n (довідка) (оригінал польською виданий у Лондоні)

## Переклади українською
Українською книжка Ґустава Герлінґ-Ґрудзінського була вперше видана під заголовком «Інший світ. Совєтські записки» у 2010 році видавництвом Книги XXI у перекладі Олеся Герасима.
- Герлінґ-Ґрудзінський, Ґустав (2010). Інший світ. Совєтські записки. Перекл. з англ.: Олесь Герасим. Чернівці: Книги XXI. с. 316 с. ISBN 978-966-2147-90-2. {{cite book}}: Недійсний |nopp=n (довідка)